# 莱科特德科尔
莱科特德科尔（法語：Les Côtes-de-Corps，法語發音：[le kot də kɔʁ]，意为“科尔的斜坡”）是法国伊泽尔省的一个市镇，位于该省南部，属于格勒诺布尔区。

## 地理
莱科特德科尔（44°49'56"N, 5°55'23"E）面积9.83 平方千米，位于法国奥弗涅-罗讷-阿尔卑斯大区伊泽尔省，该省份为法国东南部内陆省份，北起顺时针与安省、萨瓦省、上阿尔卑斯省、德龙省、阿尔代什省、卢瓦尔省和罗讷省。
与莱科特德科尔接壤的市镇（或旧市镇、城区）包括：圣吕斯、博蒙地区圣米歇尔、拉萨莱特-法拉沃、科尔、博蒙地区凯。

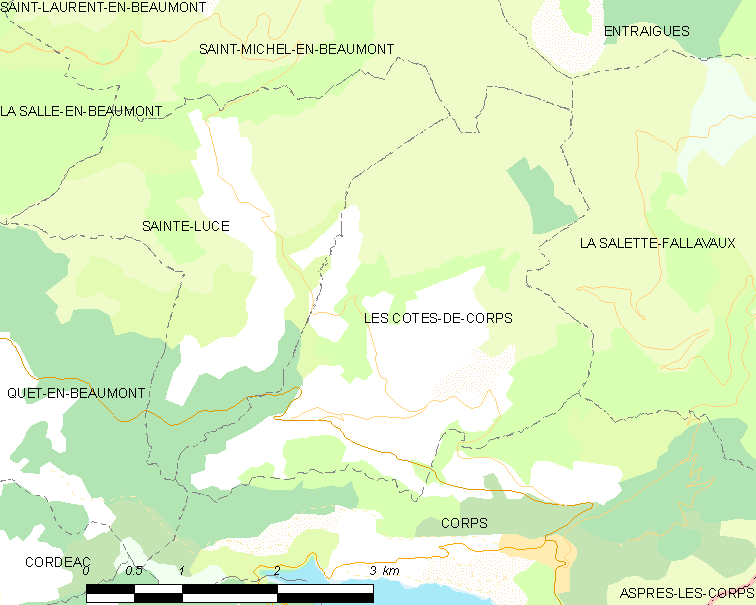
莱科特德科尔的OSM定位图

莱科特德科尔的时区为UTC+01:00、UTC+02:00（夏令时）。

## 行政
莱科特德科尔的邮政编码为38970，INSEE市镇编码为38132。

## 政治
莱科特德科尔所属的省级选区为马泰西讷-特列沃县。

## 人口

1962-2008年间莱科特德科尔人口变化图示

莱科特德科尔于2022年1月1日时的人口数量为73人。